# Saltlakrits

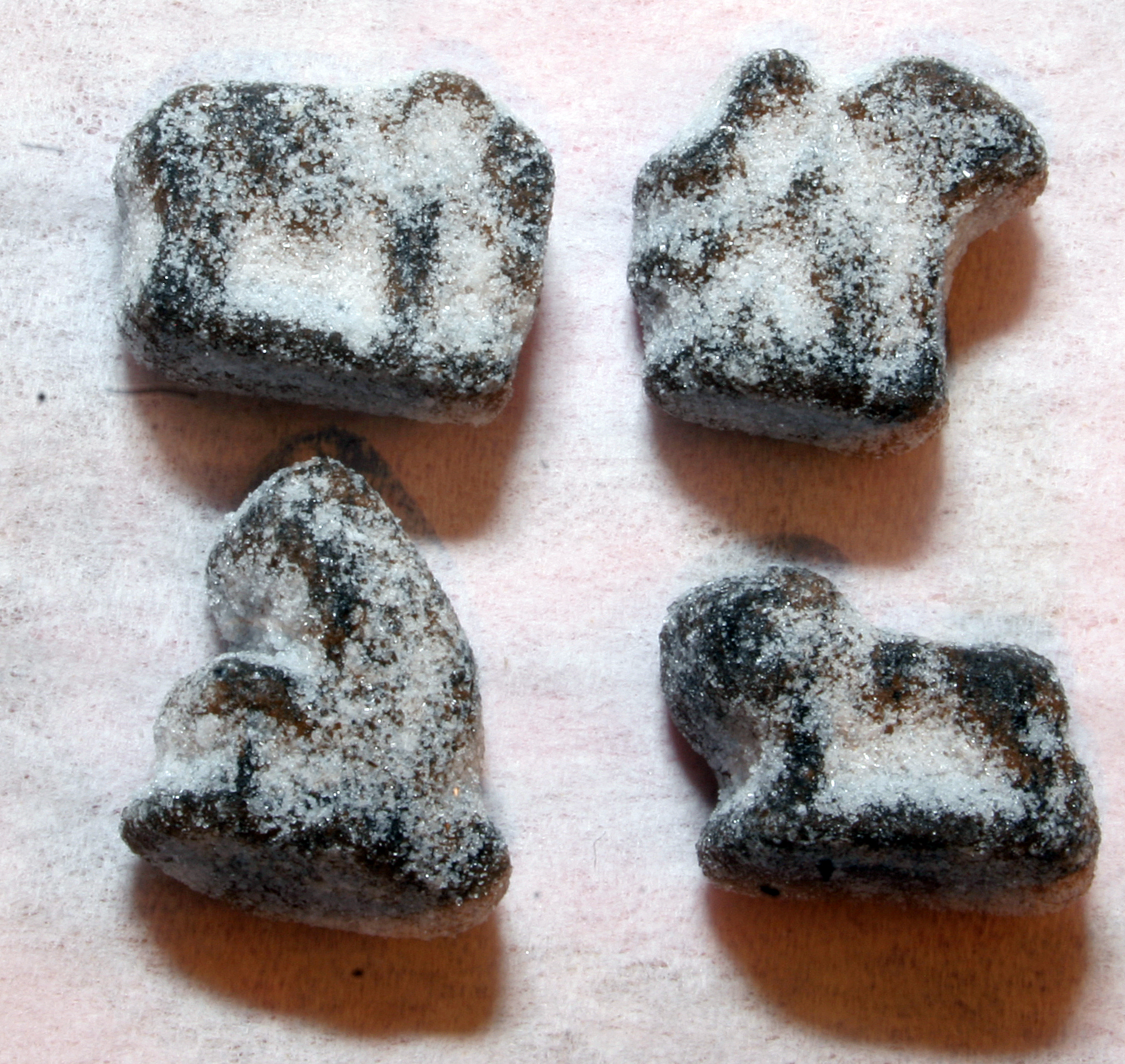
Saltlakrits (godistypen Djungelvrål).

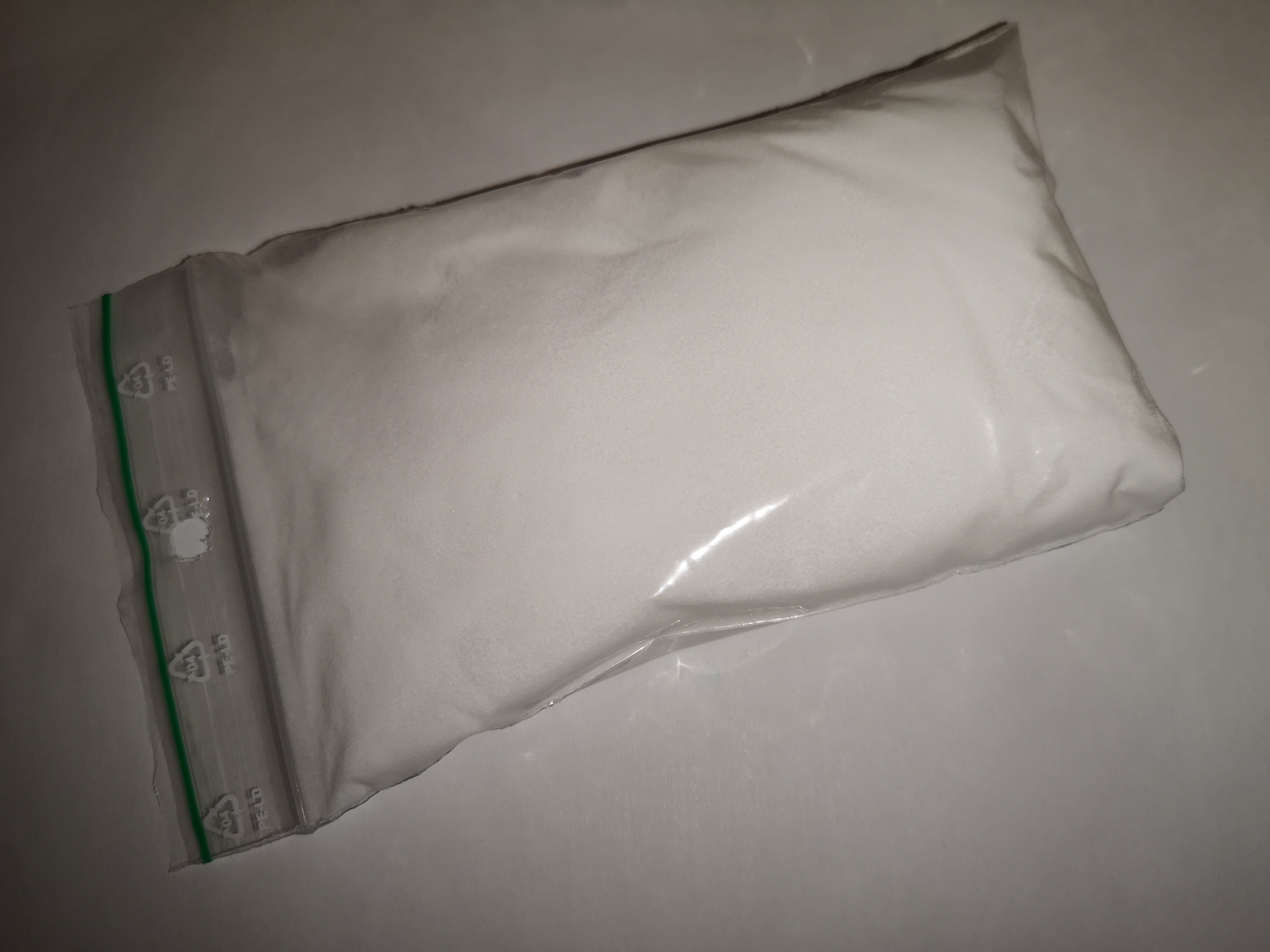
100 g salmiak köpt från leverantör av smaker till snus. Fungerar även som tillsats för godis, desserter och sprit.

Saltlakrits, även kallat salmiakgodis, är godis med lakritssmak som har tillsatts saltet salmiak (ammoniumklorid) och därför får en kraftfull salt smak med en syrlig underton. Saltlakrits säljs och konsumeras mest i de nordiska länderna, i Nederländerna och i Baltikum. Salmiak skall inte förväxlas med lakritsrot eller ren lakrits.
Lakritsrot har använts som medicin åtminstone sedan 1600-talet, och användes då främst mot "dålig mage". Även i hostmedicin som "Quilla-sirap" och som halstabletter används det fortfarande. Bronzol (en föregångare i smak och utseende till Lakrisal) var en storsäljare på 1950-talet. Då kom också salta gubbar, skruvar och grodor, som fortfarande finns i Sverige, samt den lilla tablettasken med platta, rombformade tabletter som kort och gott hette Salmiak. Andra tabletter som överlevt är Salt i sol och något yngre Salta katten. I Finland är saltlakrits och salmiak populärt. Där finns till och med en förening som heter Finlands Salmiakförening. Den delade postumt ut ett pris till dansken Per Fjelsten som uppfann Turkisk peppar vilken togs över av Fazer 1996. Även som drink, så kallad shot, är salmiak mycket populärt främst genom Salmiakki Koskenkorva. Nu för tiden finns även snus med salmiaksmak.
Saltlakrits innehåller ungefär 70 gram salmiak per kilo. Enligt ett EU-förslag som presenterades våren 2012 skulle den tillåtna maxgränsen för salmiak i matvaror sänkas till 3 gram per kilo, vilket skulle innebära ett förbud mot saltlakrits. Livsmedelsföretagen, godistillverkare och branschorganisationer i Norden har protesterat mot förslaget och hösten 2012 infördes ett undantag för saltlakritsen. Saltlakritsen kommer därför att få finnas kvar.
Salmiak är legalt i bland annat Sverige och Finland.
Mer eller mindre ren salmiak kan köpas i exempelvis Sverige. Den används förutom i godis och i efterrätter även som smaksättning av egentillverkat snus och som krydda i sprit.

## Tillverkning
Salmiak, en del av saltlakritsgodis, är en alternativ benämning för ammoniumklorid (NH4Cl), som kan framställas genom reaktion mellan saltsyra (HCl) och ammoniak (NH3).

## Förgiftning
I Sverige inträffar varje år ett tiotal fall av lakritsförgiftning, de flesta lindriga. Eftersom människor reagerar olika kan Livsmedelsverket inte gå ut med några gränsvärden. De hänvisar i stället till en nordisk studie som drog slutsatsen att konsumtion överstigande 50 gram lakrits om dagen leder till ökad risk för lakritsförgiftning. Eftersom barn är känsligare än vuxna avråder Livsmedelsverket barn under fem år att regelbundet konsumera lakrits och salmiak.
Man bör inte konsumera rent salmiaksalt som godis; även om kemikalien inte täcks av någon lag för kemiindustri rekommenderar EU att den märks som ett svagt gift.